# Dardo (cacciatorpediniere 1901)
Il Dardo è stato un cacciatorpediniere della Regia Marina. 

## Storia
Insieme alle unità gemelle, la nave formò il primo gruppo di cacciatorpediniere costruiti per la Regia Marina: progettati dai cantieri Schicau, si rivelarono unità con buone caratteristiche marine, robuste, veloci ed affidabili, anche se afflitte da seri problemi di tenuta del mare. 
La nave partecipò attivamente alla guerra italo-turca. Il 13 novembre 1911 il Dardo venne inviato ad ispezionare la costa libica fino al confine con la Tunisia, non trovando contrabbandieri ma cannoneggiando e danneggiando il fortino turco di Forona, e quattro giorni dopo aprì il fuoco contro un gruppo di arabi nei pressi di Zuara, mettendoli in fuga. Il 22 novembre l'unità catturò al largo di Zanzur due barche cariche di provviste e munizioni, mentre il 27 cannoneggiò e distrusse un posto di guardia ottomano a Falena (Libia).
Il 29 gennaio 1913, in un momento di incerti politici tra Italia e Turchia, il Dardo scortò da La Spezia ad Augusta le corazzate della I Divisione (Regina Elena, Vittorio Emanuele e Roma). Il 1º febbraio le quattro navi si spostarono a Siracusa.
Nell'agosto del 1914, mentre l'Albania era scossa da rivolte e lotte interetniche, il Dardo, al comando del capitano di corvetta Bernotti, venne inviato, insieme all'incrociatore torpediniere Agordat, a Valona, dove “mostrò la bandiera” (l'Italia mirava all'occupazione di alcuni punti strategici sulla costa albanese, proposito che avrebbe presto messo in atto) e contribuì a proteggere profughi albanesi da tumulti scoppiati nella città. Il 31 ottobre il cacciatorpediniere portò a Saseno il contrammiraglio Patris, che prese possesso dell'isola albanese a nome dell'Italia.

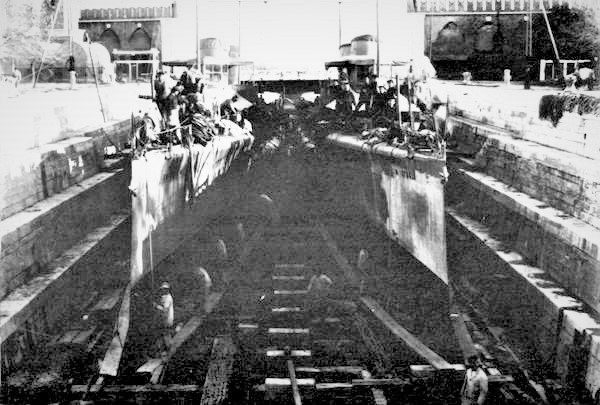
Il Dardo ed il gemello Strale in bacino di carenaggio

All'inizio della prima guerra mondiale l'unità – inquadrata nella VI Squadriglia Cacciatorpediniere (Lampo,  Euro,  Ostro,  Strale – aveva base a Valona, al comando del capitano di corvetta Bernotti. Essendo ormai una nave anziana ed antiquata, ebbe impiego piuttosto scarso, come del resto le navi gemelle.
Tra il 1915 ed il 1918 il Dardo fu modificato ed imbarcò le attrezzature per posare 12 mine, per lanciare bombe di profondità e per rimorchiare torpedini antisommergibile.
A fine 1915 il cacciatorpediniere ebbe una collisione con il sommergibile Velella, che stava rientrando a Brindisi da una missione e che riportò gravi danni, che lo costrinsero ad un periodo di lavori.
Radiato nel gennaio 1920, l'ormai vetusto Dardo venne avviato alla demolizione.